# Anatoli Bogatirev
Anatoli Vasilievitch Bogatirev, né le 13 août 1913 à Vitebsk et mort le 19 septembre 2003 à Minsk, est un compositeur biélorusse.

## Biographie
Anatoli Bogatirev fait ses études de composition auprès de Vasili Zolotarev au Conservatoire biélorusse de Minsk. Il en sort diplômé en 1937 et y travaille comme assistant à partir de 1948.
Il écrit deux opéras patriotiques : Dans la forêt de Polésie, créé à Minsk le 28 août 1939, et Nadejda Durova, créé dans la même ville le 22 décembre 1956.

## Œuvres

### Opéras
- Dans la forêt de Polésie (1939)
- Nadejda Durova (1956)

### Œuvres orchestrales
- Symphonie no 1 (1946)
- Symphonie no 2 (1947)
- Concerto pour violoncelle (1962)
- Concerto pour contrebasse (1964)

### Cantates
- Les Léningradiens (1942)
- Biélorussie (1949)
- Gloire à Lénine (1952)